# Johannes Werner
Johannes Werner   (Nuremberg, 14 de febrer de 1468 - Nuremberg, maig 1522), també anomenat Johann o Hans Werner, va ser un astrònom, geògraf i matemàtic bavarès.

## Vida i obra
Va néixer el 1468 a Nuremberg i el 1484 es va matricular a la universitat d'Ingolstadt. Des de 1493 fins a 1497 va estudiar a la universitat de Roma La Sapienza i després de passar un any a Florència va tornar a Nuremberg on va celebrar la seva primera misa a l'església de sant Sebald. El 1503 va ser nomenat pàrroc de l'església de Wördt (un barri de Nuremberg) i el 1508 va passar a ser rector de l'església de Sainkt Johannis de Nuremberg, càrrec que va mantenir fins a la seva defunció durant la primavera de 1522. Durant aquest darrer període va esdevenir veí i amic d'Albrecht Dürer, qui va conservar les seves obres.
A més de ser capellà, Werner va escriure uns quants llibres científics de geografia, astronomia i matemàtiques, alguns d'ells no publicats fins molts anys després de la seva mort. També se'l considerava un hàbil fabricant d'instruments científics i astronòmics.
En astronomia, va ser un continuador de l'obra d'astronomia pràctica i teòrica de Regiomontanus. En el seu llibre sobre els moviments de l'octava esfera (De motu octauæ Sphæræ) va desenvolupar una nova teoria de la trepidació per a explicar la precessió dels equinoccis.

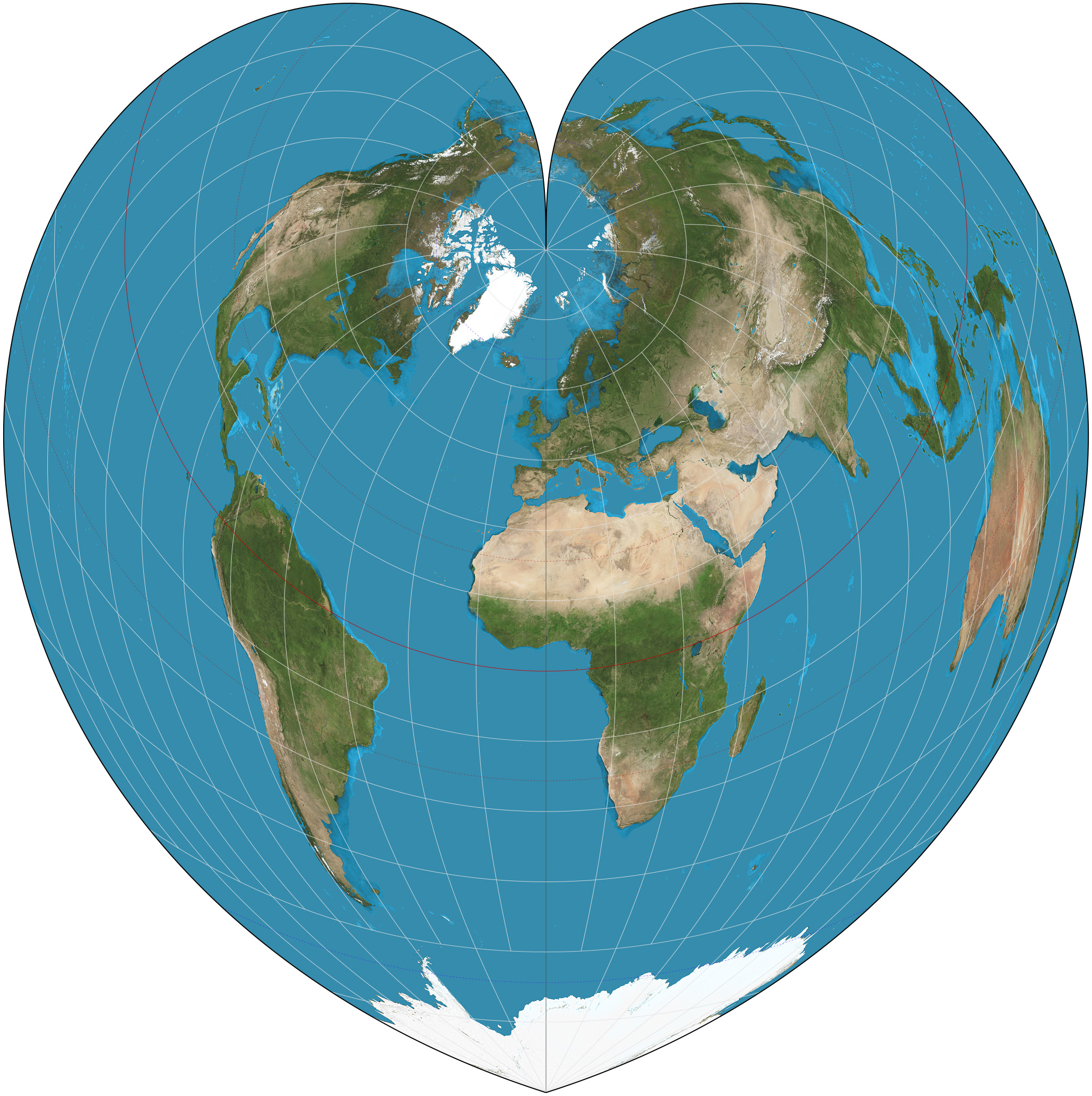
Imatge del globus terrestre segons la projecció de Werner

En geografia, va publicar una traducció de la Geografia de Claudi Ptolemeu, en la qual va desenvolupar un mètode de projecció de l'esfera terrestre sobre un pla que porta el nom de projecció cordiforme o projecció de Werner i que, de forma poc intuitiva però correcta, esdevé un dibuix en forma de cor. També va proposar un mètode per mesurar la longitud a partir de la distància angular entre la Lluna i una estrella fixa amb una bastó de Jacob. El mètode era tècnicament correcte, però feien falta uns almanacs tan llargs i complexes que el feien impracticable.
En matemàtiques va ser un estudiós de les seccions còniques i de la trigonometria esfèrica. El seu treball sobre triangles esfèrics, De triangulis Sphaericis, no publicat fins al 1907, és un dels millors llibres de l'època sobre el tema. En ell planteja el procediment de prostaféresi per aproximar els resultats de les multiplicacions amb un gran nombre de decimals, basant-se en la coneguda fórmula
{\displaystyle \sin \alpha \sin \beta ={\frac {1}{2}}\left(\cos(\alpha -\beta )-\cos(\alpha +\beta )\right)}
Aquest mètode va ser utilitzat durant dècades, fins que no es van generalitzar els mètodes més senzills basats en els logaritmes.
També va ser un pioner de la meteorologia, ja que va fer observacions climatològiques i meteorològiques sistemàtiques des de 1513 fins a 1520, amb l'objectiu de fer prediccions meteorològiques.